# Agathosma serratifolia
Agathosma serratifolia es una especie de arbusto perteneciente a la familia de las rutáceas. Se encuentra en Sudáfrica.

## Descripción
Es un arbusto erecto, con varios metros de altura, con las ramas y las ramitas glabras, las hojas opuestas, linear-lanceoladas, reducidas en ambos extremos, truncadas, obtusas, marcadamente serruladas, más pálido y glabras, por el envés. Las flores dispuestas en pedúnculos axilares, con 1-3 flores. El fruto es una cápsula.

## Taxonomía
Agathosma serratifolia fue descrita por (Curtis) Spreeth y publicado en J. S. African Bot. 42: 118, en el año 1976.
Sinonimia
- Diosma serratifolia Curtis
- Parapetalifera serratifolia (Curtis) Farw.[4]
- Barosma serratifolia (Sims) Willd. (1809)[1]